# Поведение потребителей
Поведение потребителей (англ. consumer behavior) — поведение отдельных лиц, групп или организаций и всех видов деятельности, связанных с покупкой, использованием и распоряжением товарами и услугами, включая эмоциональные, психические и поведенческие реакции потребителя, которые предшествуют или следуют за этими действиями. Поведение потребителей появилось в 1940-х и 50-х годах как отдельная дисциплина в области маркетинга.
Поведение потребителей — это междисциплинарная социальная наука, которая сочетает в себе элементы психологии, социологии, социальной антропологии, антропологии, этнографии, маркетинга и экономики (особенно поведенческой). Эта наука исследует, как эмоции, отношения и предпочтения влияют на покупательское поведение.
Изучение поведения потребителей связано со всеми аспектами покупательского поведения — от действий до покупки до потребления, оценки и утилизации после покупки. Оно также касается всех лиц, прямо или косвенно участвующих в принятии решений о покупке и потреблении, включая лиц, влияющих на бренд, и лидеров общественного мнения. Исследования показали, что поведение потребителей сложно предсказать даже для специалистов в этой области. Однако новые методы исследования, такие как этнография и нейробиология потребителей, проливают новый свет на то, как потребители принимают решения.
Базы данных управления взаимоотношениями с клиентами (CRM) стали активом для анализа поведения клиентов. Обширная информация, полученная из этих баз данных, позволяет детально изучить поведенческие факторы, которые способствуют намерениям повторных покупок, удержанию потребителей, лояльности и другим поведенческим намерениям, таким как готовность предоставить положительные рекомендации, стать защитниками бренда или участвовать в действиях по гражданству клиента. Базы данных также помогают в сегментации рынка, особенно в поведенческой сегментации, такой как развитие сегментов лояльности, которые можно использовать для разработки целенаправленных, персонализированных маркетинговых стратегий на индивидуальной основе.

## Происхождение науки о потребительском поведении
В 1940-х и 50-х годах в маркетинге преобладали так называемые классические школы мышления, которые носили описательный характер и в значительной степени опирались на подходы, основанные на конкретных примерах, с редким использованием методов интервью. В конце 1950-х годов два важных доклада подвергали критике маркетинг за отсутствие методологической строгости, особенно за неспособность принять математически ориентированные методы исследования поведенческих наук. Была подготовлена почва для того, чтобы маркетинг стал более междисциплинарным, приняв концепцию поведения потребителей.
С 1950-х годов маркетинг начал смещаться в сторону от экономики и к другим дисциплинам, в частности, к поведенческим наукам, включая социологию, антропологию и клиническую психологию. Это привело к новому акценту на клиента как на единицу анализа. В результате в дисциплину маркетинга были добавлены новые существенные знания, включая такие идеи, как лидерство во мнениях, референтные группы и лояльность к бренду. Сегментация рынка, особенно демографическая сегментация на основе индекса социально-экономического статуса (SES) и жизненного цикла домохозяйств, также стала модной. С добавлением потребительского поведения, маркетинговая дисциплина демонстрирует все большую научную сложность в отношении разработки теории и процедур тестирования.
В первые годы на поведение потребителей большое влияние оказывали исследования мотивации, которые способствовали улучшению понимания клиентов и широко использовались консультантами в рекламной индустрии, а также в рамках дисциплины психологии в 1920-х, 30-х и 40-х годах. К 1950-м годам маркетинг начал применять методы, используемые исследователями мотивации, в том числе глубинные интервью, проективные методы, тематические апперцептивные тесты и ряд качественных и количественных методов исследования. Совсем недавно ученые добавили новый набор инструментов, включая этнографию, технику фотоэликации и феноменологическое интервьюирование. Сегодня потребительское поведение считается важной дисциплиной в маркетинге и включено в качестве учебного пособия почти во все программы маркетинга для студентов.

## Определение и объяснение
Поведение потребителей влечет за собой «все действия, связанные с покупкой, использованием и распоряжением товарами и услугами, включая эмоциональные, умственные и поведенческие реакции потребителя, которые предшествуют или следуют за этими действиями». Термин «потребитель» может относиться и к отдельным потребителям, как организационные потребители, а точнее, «конечный пользователь, а не обязательно покупатель, в цепочке распределения товара или услуги».

#### Поведение потребителей связано с
- Закупочной деятельностью: покупка товаров или услуг; как потребители приобретают товары и услуги, а также все действия, ведущие к принятию решения о покупке, включая поиск информации, оценку товаров и услуг и способы оплаты, включая опыт покупки.
- Деятельностью по использованию или потреблению, включая символические ассоциации и способ распределения товаров в семьях или единицах потребления.
- Деятельностью по утилизации: касается способа, которым потребители утилизируют продукты и упаковку; может также включать перепродажи, такие как eBay и подержанные рынки[6].

#### Ответы потребителей могут быть
- эмоциональные (или аффективные) реакции: относятся к эмоциям, таким как чувства или настроение;
- психические (или когнитивные) ответы: относятся к мыслительным процессам потребителя;
- поведенческие (или сопутствующие) ответы: относятся к наблюдаемым ответам потребителя в отношении покупки и распоряжения товарами или услугами[4].

Как область исследования, потребительское поведение — прикладная общественная наука. Анализ поведения потребителей — это «использование принципов поведения, обычно полученных экспериментально, для интерпретации экономического потребления человеком». Как дисциплина, поведение потребителей стоит на стыке экономической психологии и маркетинговой науки.